# Економіка Греції
Економіка Греції посідає 37-ме місце у світі за показником росту валового внутрішнього продукту та 33-те — за паритетом купівельної спроможності. За даними індексу розвитку людського потенціалу 2007 року включно, оприлюдненими 5 жовтня 2009 року, Греція посідає 25 місце у світі і належить до групи «розвинених країн».
Проте через світову фінансову кризу Греція опинилася на межі банкрутства. ЄС та МВФ розробили програму фінансового порятунку Греції, включаючи план заходів жорсткої економії. Втім вони не дали бажаного результату, а сам план допомоги 2013 року експерти МВФ визнали хибним.
Станом на перший квартал 2013 року ВВП Греції скоротився на 5,6 %, при тому що в четвертому кварталі 2012 року також відбулося його падіння на 5,7 %. На березень 2013 року рівень безробіття в країні сягнув 26,8 % працездатного населення, що на 0,1 % більше, ніж у лютому місяці.

## Загальна характеристика
Греція — індустріально-аграрна держава із середнім рівнем розвитку виробництва. Основні галузі промисловості: текстильна (домінує), хімічна, нафтохімічна, туризм, харчова та тютюнова, гірнича, паперова, цементна, металовиробна. Розвиваються електротехніка, деякі види машинобудування, виробництво будматеріалів. Транспорт: автомобільний (здійснює 60 % всіх внутрішніх вантажних і пасажирських перевезень), залізничний розвинений слабко, морський (30 % внутрішніх і 90 % зовнішніх вантажних і пасажирських перевезень), повітряний. Головні морські порти: Пірей, Салоніки, Елефсин, Волос. Греція має третій за кількістю суден торговий флот у світі. Функціонує 40 аеропортів, із них 22 міжнародні. Найбільший центр — Афіни, летовище «Елефтеріос Венізелос» — одне з найсучасніших у Європі та світі.
За даними Index of Economic Freedom, складеним The Heritage Foundation, США, станом на 2010 рік Греція посідає 73-тє місце у світі: ВВП — $330,0 млрд. Темп зростання ВВП — 2,9 % %. ВВП на душу населення — $29 361. Прямі закордонні інвестиції — $ 6,6 млрд . 2010 року прем'єр-міністр Греції Йоргос Папандреу підписав Меморандум про наміри з урядом Катару — інвестиційний пакет на 5 мільярдів доларів США. Арабські підприємці вже інвестували у будівництво в районі порту Астакос електростанції, терміналу для зрідженого газу та заводу з виробництва біопалива. Крім того Катарський державний інвестиційний фонд висловив пряму зацікавленість в освоєнні території колишнього Афінського аеропорту в Еллініконі.
Імпорт (машини і обладнання, нафта і нафтопродукти, мінеральна сировина, товари широкого споживання, продовольство) — $ 22,2 млрд (г.ч. Італія — 15,6 %; Німеччина — 15,5 %; США — 11,1 %; Франція — 8,3 %). Експорт (сировина — боксити, нікель, марганець, сільгосппродукти — тютюн, текстиль, оливкова олія, овочі, фрукти, консервовані продукти, зернові) — $ 12,9 млрд (г.ч. Німеччина — 25,5 %; США — 15,8 %; Італія — 10,8 %; Велика Британія — 7,7 %). Загалом близько 60 % товарообігу Греції припадає на країни ЄС; 20 % — на арабські країни.
Промисловий потенціал країни в основному сконцентровано в районі Афін і Салонік. Тут випускається у вартісному вираженні близько 50 % промислової продукції країни. Сільськогосподарське виробництво найрозвиненіше у Македонії і окремих місцевостях Пелопоннесу. Менш процвітаючі області — Фессалія, західний Пелопоннес і Крит (окрім Іракліону). Найбідніші райони Греції — острови Егейського та Іонічного морів, Епір, Фракія і східний Пелопоннес, де переважає натуральне господарство, скотарство і кустарні промисли.
Тіньова економіка за оцінками становить близько 20 %. При цьому значною проблемою для Греції залишається корумпованість та тіньовий сектор економіки. За результатами опитування більше 6 тисяч осіб, проведеного грецьким відділенням Трансперенсі Інтернешнл, 2009 року греки заплатили 462 млн євро на хабарі держслужбовцям і ще 325 млн євро як «винагороду» в приватному секторі. Хабарі пішли переважно на видачу прав і автомобільних номерів, отримання дозволів на будівництво, розміщення в державних медичних установах, а також до податкових органів (див. також Корупційний скандал із компанією «Siemens» в Греції).

## Історія розвитку

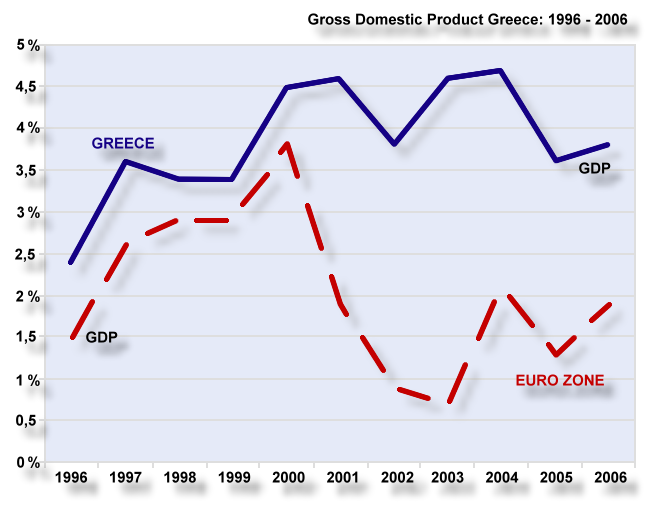
Ріст ВВП Греції у порівнянні із Єврозоною у 1996–2006 роках

ВНП Греції в 1996 становив 120 млрд дол. ВНП на душу населення в 1996 досягав 11,5 тис. дол. Валовий внутрішній продукт зростав приблизно на 4,9 % в першій половині 1970-х років, в першій половині 1990-х приріст поменшав до 1,6 %. З 1960 по 1975 виробництво промислових товарів щорічно збільшувалося на 10,5 %, а сільськогосподарської продукції — на 3,5 %. Частка сільського господарства у ВВП знизилася з 31 % в 1950 до 16,6 % в 1976 і 14 % в 1996; частка промисловості в 1976 досягала 17,4 %, а в 1996 — 24 %. Частка сфери послуг в 1996 становила 62 %. Безробіття в 1996 досягло 10,6 %. У 1995 бл. 23 % населення було зайнято в промисловості і будівництві, 57 % — в сфері послуг, а 20 % — в сільському господарстві. Жінки становили третину зайнятих, їх частка особливо велика в текстильній і тютюновій галузях.
На початку XXI століття з більшості показників Греція поступається своїм партнерам по ЄС. Сильні позиції в грецькій економіці займає американський, французький, німецький, італійський та швейцарський капітал. Іноземна участь становить: в обробній промисловості — 25 %, в галузі послуг — 22 %, в банківській системі — 16 %, в добувних галузях −10 %. Сучасна національна економіка країни активно адаптується до процесів західноєвропейської інтеграції.
Промисловість має високий рівень монополізації (200 компаній отримують 50 % усіх прибутків промисловості) і водночас — великою чисельністю малих підприємств (120 тис. підприємств, з них лише 700 мають понад 100 працюючих). На мікропідприємствах (4-6 чол.) працюють робітники дуже високої кваліфікації. ВВП по секторах: сільське господарство — 8,3 %; промисловість — 27,3 %, послуги — 64,4 %. Інфляція: 2,04 % (2000 р).
Потреби Греції в рідкому паливі на 95 % покриваються за рахунок імпорту. Використовуються також запаси місцевого бурого вугілля. Виробництво електроенергії, що складає державну монополію, швидко розвивалося з середини 1960-х років за рахунок пуску нових тепло- і гідроелектростанцій. ГЕС виробляють біля третини всієї електроенергії, інше припадає на частку ТЕС.

## Наслідки світової фінансової кризи. Боргова криза
Наприкінці 2009 року економіка Греції опинилась у дуже скрутному становищі: дефіцит бюджету становив 12,7 % ВВП. На 2010 рік прогнозувався дефіцит 9,1 % ВВП, при тому, що у Єврозоні дозволені тільки 3 % ВВП. Грецький уряд перебуває під сильним тиском з боку Євросоюзу і міжнародних кредиторів, які вимагають реалізації середньострокової програми жорсткої економії, яка включила б різке скорочення державних витрат, скорочення частки державного сектору в економіці, а також реформування праці та пенсійної систем. У квітні 2010 року Євростат переглянув цю цифру, оголосивши, що насправді дефіцит склав 13,6 % ВВП), пізніше оцінка була переглянута і відтак сягнула 15,4 % ВВП).
Уряд країни випустив глобальні облігації на суму $1,5-2 млрд і запропонував їх інвесторам в Азії, а також звернулась по допомогу до Євросоюзу. 26 березня у Брюсселі ухвалено пакет фінансової допомоги Греції, який передбачає двосторонні державні позики країнами-членами Єврозони, а також фінансування МВФ. 30 березня 2010 року Греція вдруге розмістила суверенні облігації на суму 5 млрд євро.
В січні 2010 року уряд Греції почав програму приватизації. Ще 2009 року Olympic Air приватизована холдингом Marfin Investment Group. 22 лютого 2010 року компанії Olympic Air та Aegean Airlines оголосили про об'єднання. Крім того держава володіє 77 % Агробанку Греції і 34 % Поштового банку, блокуючими або контрольними пакетами в електрогенеруючій галузі та телекомунікаційній (компанія OTE). Крім того державі належать національна газова компанія DEPA і оператор газотранспортної системи DESFA, вантажні порти країни. В червні 2010 року Кабінет міністрів Греції оприлюднив плани продати до 49 % державної компанії TRAINOSE — монопольного оператора грецьких залізниць, який до 2009 року входив до державного залізничного холдингу OSE. Всього, за різними оцінками, в грецькій залізничної індустрії зайнято 7,5 тисячі працівників, які обслуговують залізничні шляхи протяжністю 2,5 тисячі кілометрів. Водночас борги галузі оцінюються в 10 мільярдів євро, щорічний збиток — в 1 мільярд євро. Водночас Греція планує отримати 3,4 млрд євро від Китаю за оренду двох терміналів у Пірейському порту терміном на 35 років. В рамках співробітництва також планується підписати кілька договорів по кораблебудуванню загальною вартістю в 500 мільйонів євро.. 25 червня 2010 року задля подолання боргової кризи міністерство фінансів Греції вирішило виставити на продаж або довгострокову оренду свої острови, серед яких третина острова Міконоса та прибережна частина Родоса.
Що стосується рівня безробіття, то у четвертому кварталі 2009 року воно досягло 10,3 %, або 514 401 тис. осіб. У першому кварталі 2010 року частка безробітних в країні сягнула 11,7 %. Для порівняння, у жовтні-грудні 2008 року безробітних нараховувалось 121 733 тис. осіб. Максимальний рівень безробіття зафіксований у периферіях Південні Егейські острови (13,2 %), Східна Македонія та Фракія (12,2 %) і Західна Македонія (12 %). В той же час, відносно благополучними за цим показником виявились периферії Північні Егейські острови (5,3 %), Західна Греція і Пелопоннес (8,7 %).
З лютого 2010 року в країні регулярно відбуваються загальнонаціональні страйки по 24 години на знак незгоди з надзвичайними урядовими заходами з порятунку економіки. Впродовж страйків повністю закривається повітряний простір; на приколі стоять потяги та пороми; навіть музеї не приймають туристів. В Афінах і Салоніках відбулись масові демонстрації, що супроводжувались зіткненнями із поліцією. Ці акції протесту стали наймасовішими з часу оприлюднення урядом соціалістів плану скорочення національного боргу країни та приборкання бюджетного дефіциту. Свою незгоду із програмою уряду висловили також і промисловці. Програма уряду, аби впродовж 2010 року знизити цей показник до 8,7 %, а також зменшити національний борг, що становить 300 млрд євро, передбачає такі заходи: заморожування зарплат працівникам бюджетної сфери, 10-відсоткове скороченея допомоги працівникам держсектору, підвищення пенсійного віку до 2015 року до 63 років, а також збільшення акцизів на бензин, алкоголь і тютюн. Через тривалі страйки робітників транспортної галузі, особливо кількоденного страйку водіїв вантажівок та далекобійників, наприкінці липня 2010 року країна опинилась на межі «бензинової» кризи: закрилась кожна друга заправка, у працюючих бензоколонок — багатогодинні черги. Це загрожує Афінам та Салонікам транспортним колапсом.
2 травня 2010 року 16 країн Євросоюзу та МВФ домовилися про виділення Греції фінансової допомоги в розмірі 110 млрд євро (80 млрд від ЄС та ще 30 млрд від МВФ) із виплатами в 2014–2015 роках (на ці роки прийдеться близько 145 мільярдів євро платежів). Уряд країни прийняв пропозицію, у відповідь на це та жорсткі антикризові заходи Загальна конфедерація праці Греції 4-5 травня організувала загальнонаціональний страйк держслужбовців, 5 травня до них приєдналися працівники приватного сектору. У результаті страйку припинилось авіасполучення як всередині країни, так і міжнародне, не працювала залізниця, магазини, на роботу не вийшли медики та журналісти. Інший скандал пов'язаний із виключенням депутатів зі складу парламентських фракцій та власне з партії після того, як 7 грудня 2010 року парламент Греції ратифікував звернення до Євросоюзу та МВФ для активації програми фінансової допомоги, зі складу партії ПАСОК були виключені Янніс Дімарас, Софія Сакорафа та Васіліс Економу, що голосували «утримався», та Дору Бакоянні із опозиційної «Нової демократії», яка голосувала за прийняття пропозиції, всупереч позиції партії.
Втім 22 квітня 2010 року Moody's урядовим облігаціями Греції присвоїв рейтинг А3, заявивши, що він може змінюватися у бік подальшого зниження, і вже 14 червня 2010 року оголосив про чергове зниження рейтингу урядових облігацій Греції з A3 до Ba1. Крім того, Moody's знизило і короткостроковий кредитний рейтинг Греції з Prime-1 до Not-prime.
27 квітня 2010 року міжнародне рейтингове агентство Standard & Poor's через невпевненість своїх аналітиків у спроможності уряду Греції впоратись із борговою кризою, понизило рейтинги Греції до рівння «junk» (сміття) — нижче «BBB-». Довгостроковий суверенний рейтинг Греції знижений з «BBB +» до «BB +». Короткостроковий суверенний рейтинг країни переглянутий з «А-2» до «В». Прогноз по обох рейтингах — «негативний». Eurostat підвищив оцінку дефіциту бюджету в 2009 році з 12,9 до 13,6 % ВВП.
Національна статистична служба Греції заявила, що в березні 2010 року безробіття дещо знизилася до 11,6 % з 12,1 % місяцем раніше — таким чином, у Греції стало на 26 тис. безробітних менше. 9 червня 2010 року Міністерство фінансів Греції оприлюднило дані про те, що за перші 5 місяців 2010 року дефіцит бюджету країни скоротився на 38,8 % в порівнянні з тим же періодом попереднього року, склавши 8973 млрд євро проти 14 655 млрд євро у відповідному періоді 2009 року.
16 червня 2010 року уряд Греції представив закон про лібералізацію ринку праці в Греції, який введуть в рамках антикризового пакету. Проєкт, зокрема, пропонує великим компаніям додаткові варіанти скорочення співробітників. Так, компаніям, в яких працює понад 150 осіб, дозволено щомісячно проводити скорочення 5 % чисельності штату (зараз цей поріг встановлено законодавством на рівні 2 %). Після прийняття закону в країні очікується нова потужна хвиля страйків. 29 червня 2010 року уряд Греції ухвалив програму пенсійної реформи, яка передбачає збільшення трудового стажу, необхідного для виходу на пенсію, на п'ять років, скасування вікових пільг для жінок. Змінюється й формула розрахунку пенсії, вона буде обчислюватися не за останнім рокам трудового стажу, а за середнім розміром зарплати за всі роки роботи.
7 липня 2010 року Банк Греції повідомив, що дефіцит бюджету за перші шість місяців 2010 року скоротився на 42 % до 4,9 % ВВП. Номінально за півроку дефіцит зменшився до 11,45 мільярдів євро. В червні поточного року він склав 1,906 мільярда євро. Роком раніше він дорівнював 5,057 мільярдам. Водночас аудитори ЄС та МВФ оголосили, що країна успішно виконує умови надання допомоги, тому отримає другий транш.
За перші сім місяців 2010 року Греція знизила дефіцит бюджету на 39,7 %, це більше, ніж закладено на поточний рік у цілому. Проте за даними Центробанку Греції, стабілізація відбувається завдяки скороченню витрат, уряду не вдалося підвищити доходи. Разом з тим Греція отримає другий транш фінансової допомоги ЄС та МВФ.
3 вересня 2010 року в доповіді МВФ дефолт Греції за дежрборгом визнано малоімовірним. Міністерство фінансів Греції оголосило про випуск «облігацій діаспори» на початку 2011 року у спробі повернення на світові ринки, хоча Всесвітній економічний форум у щорічному звіті за 2010–2011 рік помістив Грецію на 83 позицію серед 139 країн світу за показником глобальної конкурентоспроможності (англ. The Global Competitiveness), таким чином Греція втратила 12 позицій за один рік. 8 вересня 2010 року комісія ЄС схвалила виділення другого кредитного траншу Греції. Одночасно збирання податків залишається головною бюджетною проблемою Греції, через що уряд вирішив впровадити податкову амністію: у вересні 2010 року парламент Греції видав закон, який дозволить тисячам неплатників врегулювати податкову заборгованість зі сплатою порівняно невеликих штрафів.
У листопаді 2010 року МВФ пообіцяв надати Греції третій транш, проте відзначив, що уряд має запровадити додаткові заходи з економії, водночас це ускладнюється нижчим зростанням доходів, ніж очікувалось, а також переглядом економічних даних Євросоюзом. Також голова місії ЄС, МВФ та Європейського центрального банку, яка займається аудитом економіки Греції, Пол Томсен передбачає ріст економіки в 2012 році, а також зауважив, що термін виплати кредитів може бути подовжений з 6 років до 11. Міністр фінансів Йоргос Папаконстантіну одразу назвав реструктуризацію боргу, нові кредити та подовження періоду виплат катастрофою для Греції.
13 грудня 2010 року парламент почав слухання законопроєкту про трудові відносини, який передбачає чергове зниження заробітної платні працівникам державного сектору, а також поправки до податкового законодавства, на що працівники держсектору відповіли 48-годинним страйком.
13 січня 2011 року Standard & Poor's оцінило імовірність реструктуризації боргу Греції у 40 %. Наступного дня Fitch Ratings понизило статус Греції з BBB- до BB+. Також єврокомісар з питань внутрішнього ринку Мішель Барньє зазначив, що економіка Греції все ще перебуває у надзвичайному стані. 18 січня 2011 року Греція розпочала 13-тижневий аукціон державних облігацій загальною вартістю 500 млн євро.

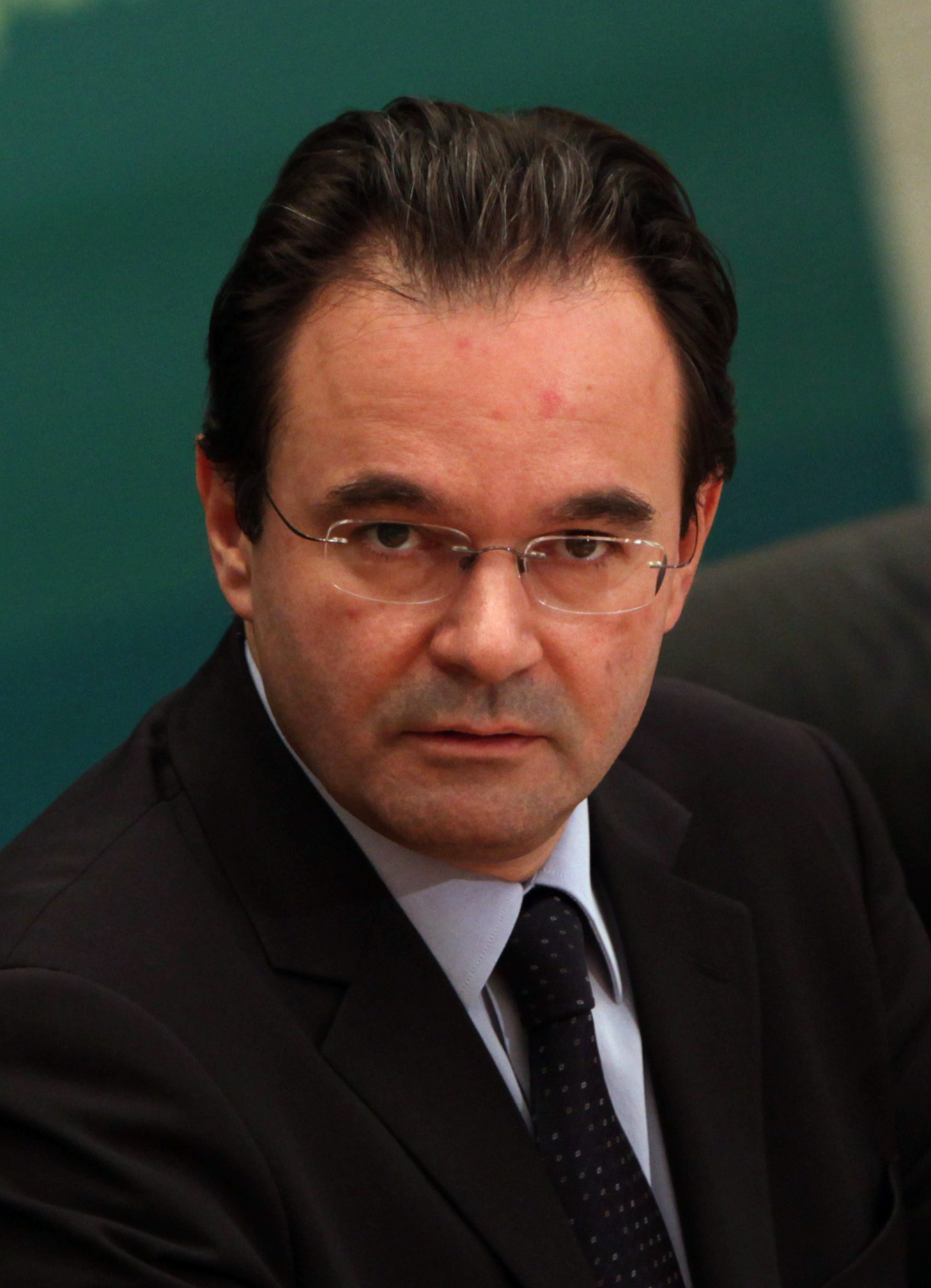
Йоргос Папаконстантіну — міністр фінансів Греції (2009–2011)

11 лютого Єврокомісія, ЄЦБ, МВФ затвердили черговий транш допомоги у розмірі €15 млрд, однак комісія чинить тиск на уряд та вимагає приватизувати державні активи на суму до $68 млрд. 14 лютого Йоргос Папандреу звинуватив «трійку» у втручанні у внутрішні справи Грецької держави. Представники комісії надіслали своє офіційне вибачення за «хибне враження, яке справив їхній висновок». Водночас міністр фінансів Йоргос Папаконстантіну пообіцяв, що у 2011 році не буде вводитись таке широке коло заходів з економії, як у 2010 році.
7 березня 2011 року Moody's знизило рейтинг Греції до В1 із прогнозом «негативний», не виключивши майбутнього пониження. Відтак Греція опинилась прирівняною до таких країн, як Білорусь або Болівія. Свій прогноз агентство пояснило "суцільним ухиленням від сплати податків, занадто амбітними планамии щодо жорсткої економії і ймовірністю того, що ЄС може змусити Грецію реструктурувати свій державний борг після 2013 року. Міністр фінансів Йоргос Папаконстантіну в офіційному коментарі назвав зниження рейтингів «нерозважливим» і «абсолютно невиправданими», додавши:
| «Повністю проігнорувавши посилення ризиків, які в кінцевому підсумку призвели до глобальної кризи в 2008 році, рейтингові агентства тепер змагаються один з одним - хто перший виявить ризики, що ведуть до наступної кризи.»[71] |
Однак вже 9 березня Moody's понизило депозитні і кредитні рейтинги 6 провідних банків країни: Національний банк Греції (до Ba3 з Ba1), EFG Eurobank-Ergasias (до Ba3 з Ba1); Alpha Bank (до Ba3 з Ba1); Piraeus Bank (до Ba3 з Ba1); ATEbank (до B1 з Ba2); Attica Bank (до B1 з Ba2). 10 березня Йоргос Папаконстантіну надіслав листи голові Єврогрупи Жану-Клоду Юнкеру, комісару з економіко-валютних питань Оллі Рену, комісару з питань внутрішнього ринку Мішелю Барньє із вимогою вжити заходів щодо рейтингових агентств.
Президент Єврогрупи Жан-Клод Юнкер 25 травня оголосив, що від рішення «трійки» залежатиме, чи отримає Греція черговий транш кредитів від МВФ, чи ні, одночасно висловивши впевненість, що експерти не підтвердять кредитоспроможність Греції на наступні 12 місяців. Прем'єр-міністр Греції Йоргос Папандреу заявив, що без наступної черги фінансової допомоги Греція виявиться банкрутом. 2011 року національний борг Греції сягне 158 %, найімовірнішим сценарієм експерти називають реструктуризацію боргу, яка при будь-якому наступному розвитку подій стане катастрофою для євровалюти. Під тиском країн Євросоюзу на початку червня Грецький парламент має прийняту новий план жорсткої економії: скоротити витрати ще на 27 млрд євро та за три роки продати держактиви на суму 50 млрд євро. Самі ж греки вже вважають себе банкрутами.
14 червня 2011 Standard & Poor's знову знизило суверенний довгостроковий кредитний рейтинг Греції, цього разу на три щаблі — з B до ССС. Експерти агентства також вважають, що до 2012 року Греція має пережити принаймні один дефолт.
22 червня 2011 року уряд Греції за пропозицією нового міністра фінансів Евангелоса Венізелоса ухвалив, а пізніше Грецький парламент підтримав нову середньострокову програму жорсткої економії. Вона передбачає зниження мінімального індивідуального доходу, оподатковуваного податком на прибуток, з 12 тис. до 8 тис. євро на рік. Передбачається, що такі заходи дозволять скоротити бюджетний дефіцит до 2015 року до 1 % ВВП. Прийняття програми викликало нову хвилю протестів, що переростали у масові заворушення і зіткнення з поліцією.
2 липня 2011 року міністри фінансів країн Єврозони ухвалили рішення про надання 5 траншу фінансової допомоги Греції в розмірі 12 млрд євро, який надійде до 15 липня 2011 року
12 вересня 2011 року головним питанням засідання Ради Єврокомісії стали бюджет на економічна криза в Греції. Несподівано Фінляндія висунула вимогу додаткових гарантій Греції за наданими кредитами. Крім того різко впали акції французьких банків BNP Parisbas, Sociéte Général та Crédit Agricole, які скуповували грецькі борги. Це поставило на порядок денний питання про можливий вихід Греції із Єврозони. 14 вересня проведено термінову телеконференцію між Йоргосом Папандреу, Ніколя Саркозі та Ангелою Меркель. Зрештою лідери Франції та Німеччини поки що сподіваються на позитивний результат від програми, запропонованої Греції 21 липня поточного року. Разом із тим 13 вересня у ЗМІ з'явилися повідомлення про те, що інвестори очікують дефолту у Греції із імовірністю 98 %. В середині вересня Йоргос Папандреу заявив, що Греція розпочинає розвідку родовищ вуглеводнів на шельфі Егейського та Середземного морів.
Однак у листопаді уряд Йоргоса Папандреу пішов у відставку. Новий перехідний уряд очолив Лукас Пападімос, новим міністром фінансів призначений Евангелос Венізелос. Своїм головним завданням Пападімос назвав збереження членства Греції у Єврозоні. Між тим у ЗМІ все частіше з'являлися повідомлення про можливе виключення країни із зони євро та повернення до грецької драхми.
У лютому 2012 року нові умови жорсткої економії викликали нові хвилі протесту, що переростали у зіткнення із поліцією та масові заворушення (див. Протести в Греції (2010—2012)). 22 лютого 2012 року агенція Fitch понизила кредитний рейтинг Греції із ССС до С після того, як було ухвалено рішення про обмін старих облігацій на нові, із тривалішим терміном погашення. 28 лютого 2012 року агенція Standard & Poor's понизила суверенний кредитний рейтинг Греції до «вибіркового дефолту», хоча 27 лютого Бундестаг (після розширення участі Німеччини у стабілізаційному фонді ЄС) підтримав рішення виділити Греції черговий транш 103 млрд євро. Без цієї фінансової допомоги Греція не зможе виплатити 15 млрд євро за своїми поточними облігаціями у березні 2012 року.
11 червня 2013 року серед інших заходів жорсткої економії закрито державну телерадіокомпанію ERT рішенням Кабінету міністрів Греції на чолі із Антонісом Самарасом, лідером правлячої партії Нова Демократія. Відтак Греція стала єдиною державою ЄС без державного телебачення та радіомовлення.

## Українсько-грецькі відносини
Темпи розвитку зовнішньої торгівлі товарами між Україною та Грецію є нестабільними, це свідчить про те, що країни можуть змінювати ринки свого збуту.
Протягом 2009—2015 років у імпорті товарів спостерігалося виражене експоненційне зростання, що може свідчити[джерело?] про подальший успішний розвиток співробітництва у цій сфері.
Темпи розвитку зовнішньої торгівлі послугами між Україною та Грецією є стабільнішими, проте зараз можна бачити скорочення обсягів послуг, наданих Україною, через ведення бойових дій на Сході України та анексію Криму з боку Росії, а також наслідки економічної кризи в Греції. У товарній структурі експорту нашої держави до Греції 2008 року переважали зернові культури, а з 2012 року — чорні метали та насіння олійних культур. У товарній структурі експорту Греції до нашої держави 2008 року переважали палива мінеральні, нафта і продукти її перегонки, а від 2012 року — їстівні плоди та горіхи, з 2014 року — палива мінеральні, нафта і продукти її перегонки, які є міжнародною спеціалізацією Греції.
Основна частка в обсязі експорту України до Греції припадає на вітчизняні регіони, що мають підписані відповідні міжрегіональні договори з Грецією. Ці регіони — Київ, а також Київська, Дніпропетровська та Донецька області. Запорізька область не має підписаного міжрегіонального договору, але також має важливу частку в обсязі поставок, тому що там розміщені підприємства, що виробляють продукцію на експорт до Греції.
Підприємства з грецьким капіталом розміщені на території нашої держави нерівномірно, більше третини з них зосереджено у Києві. Більшість підприємств з грецьким капіталом у Києві розміщені на правому березі і лише чотири — на лівому. На правому березі вони зосереджені у центральних районах міста — Печерському та Шевченківському, що зумовлено розташуванням там більшості великих компаній з якими вони співпрацюють.
Отже, торговельні зв'язки є одним із важливих компонентів міжнародних відносин. Вони є підґрунтям для розвитку політичних та культурних відносин між державами. Греція залишається одним з найважливіших зовнішньо-економічних партнерів України у регіоні Балкан та Середземномор'я. У зовнішній торгівлі між цими державами існує невикористаний потенціал, як в експорті, так і в імпорті. Спостерігається збільшення концентрації основних поставок на товарах міжнародної спеціалізації країн.